# روبرت ماك (سياسي)
روبرت ماك (بالإنجليزية: Robert Mac)‏ هو سياسي أمريكي، ولد في 26 يناير 1968 في ديترويت في الولايات المتحدة. حزبياً، نشط في الحزب الديمقراطي.

## وصلات خارجية
- الموقع الرسمي